# Streitberg (Braunschweig)

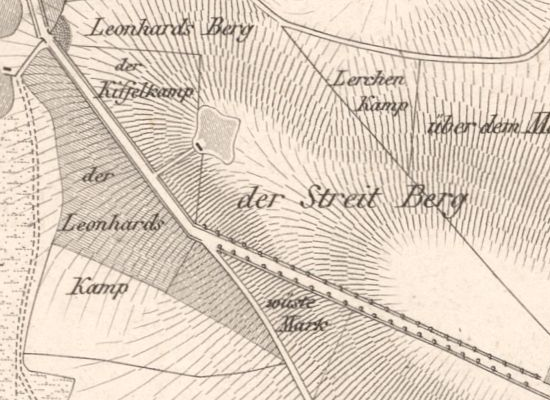
Der Streit Berg, auf einer Karte von Johann Karl Mare aus dem Jahre 1835.

Der Streitberg, früher auch Warßberg genannt, ist eine 88 m hohe Erhebung im südöstlichen Stadtgebiet von Braunschweig. Der Streitberg ist Teil des Stadtbezirks Viewegsgarten-Bebelhof.

## Geschichte
Der Ursprung der Flurnamen Streitberg und Warßberg ist ungeklärt. Erstmals dokumentiert findet sich die Benennung Streitberg auf einer Karte aus dem Jahre 1782. In dieser Zeit befand sich dort ein „Lusthaus mit Garten“. Im Laufe der Jahrhunderte machte das Flurstück zahlreiche Veränderungen mit. 1831 soll sich auf dem Berg eine Maulbeer-Plantage befunden haben. 1866 wurden dort „Sommerwohnungen“ erwähnt. Heute grenzt die Erhebung im Süden direkt an die Helmstedter Straße und im Osten an den 1887 angelegten Hauptfriedhof sowie im Nordwesten an die Gleisanlagen des 1960 eingeweihten Hauptbahnhofs.

### Fort St. Leonhard
Der  Streitberg war Bestandteil der östlichen Befestigungsanlagen der Stadt Braunschweig. Auf ihm befand sich das Fort St. Leonhard, das aus Blockhaus und Traverse bestand.

### Ausflugslokale
1867 erhielt Julius Naacke die Erlaubnis, dort eine Schankwirtschaft zu eröffnen. 1869 hieß deren Wirt Töpke, 1871 Osterloh. Nach dem Ersten Weltkrieg eröffnete die Gaststätte mit Gartenterrasse „Zum Streitberg“.

### Brauerei Streitberg
1870 wurde die Braunschweigische Actien Bierbrauerei Streitberg auf dem Gelände gegründet. Obwohl die Actienbrauerei eine der größten und modernsten Bierproduktionsanlagen in der Stadt hatte, musste sie nach Ende des Ersten Weltkrieges aufgeben. 1920 erfolgte die Eingliederung der Braunschweiger Aktien-Bierbrauerei Streitberg, damit war eine Umbenennung in Brauerei Feldschlösschen-Streitberg AG verbunden. Die alten Gebäude wurden anschließend von der Braunschweiger Malzfabrik AG genutzt.
In den folgenden Jahrzehnten wechselten die Pächter und Besitzer oft. So gab es unter anderem eine Gärtnerei, eine Fabrik für Dachpappe, eine Saftpresserei, eine Spedition und ein Baugeschäft. Einige Gebäude der alten Brauerei standen noch in den 1950ern. Während des Zweiten Weltkrieges wurden die Keller der Brauerei als Luftschutzräume genutzt und die Gebäude dienten Flüchtlingen und Ausgebombten als Unterkunft. Erst als die Helmstedter Straße in den späten 1950ern umgestaltet wurde, wurden die Brauereigebäude abgerissen.

### Streitbergschule
1960 wurde die Volksschule Streitberg als Ausweichschule für die Schüler der Ottmer-Schule eröffnet. Diese war im Zuge der großflächigen Umgestaltung des Bereiches zwischen Augusttor, Augusttorplatz (dem heutigen John-F-Kennedy-Platz) und der Neuanlage der Kurt-Schumacher-Straße als Verbindung des im selben Jahr neu eröffneten Braunschweiger Hauptbahnhofes mit der Braunschweiger Innenstadt abgerissen worden. Die Volksschule, später Grund- und Hauptschule Streitberg, bestand bis zu ihrer Schließung wegen stark rückläufiger Schülerzahlen im Jahre 2003. Bis 2008 wurden die Gebäude vorübergehend von der Gaußschule genutzt. Heute befindet sich dort die International School Braunschweig – Wolfsburg.